# Біг-Тікет-Лейк-Естейтс (Техас)
Біг-Тікет-Лейк-Естейтс (англ. Big Thicket Lake Estates) — переписна місцевість (CDP) в США, в округах Полк і Ліберті штату Техас. Населення — 514 особи (2020).

## Географія
Біг-Тікет-Лейк-Естейтс розташований за координатами 30°29′16″ пн. ш. 94°46′4″ зх. д. / 30.48778° пн. ш. 94.76778° зх. д. (30.487663, -94.767645).  За даними Бюро перепису населення США в 2010 році переписна місцевість мала площу 6,54 км², з яких 6,05 км² — суходіл та 0,48 км² — водойми.

## Демографія
Згідно з переписом 2010 року, у переписній місцевості мешкали 742 особи в 308 домогосподарствах у складі 183 родин. Густота населення становила 114 осіб/км².  Було 472 помешкання (72/км²).
Расовий склад населення:
| - 91,0 % — білих - 0,5 % — корінних американців - 0,5 % — азіатів - 0,1 % — чорних або афроамериканців - 4,2 % — осіб інших рас |

До двох чи більше рас належало 3,6 %. Частка іспаномовних становила 7,4 % від усіх жителів.
За віковим діапазоном населення розподілялося таким чином: 21,7 % — особи молодші 18 років, 60,4 % — особи у віці 18—64 років, 17,9 % — особи у віці 65 років та старші. Медіана віку мешканця становила 44,7 року. На 100 осіб жіночої статі у переписній місцевості припадало 95,3 чоловіків;  на 100 жінок у віці від 18 років та старших — 98,3 чоловіків також старших 18 років.
Середній дохід на одне домашнє господарство  становив 50 738 доларів США (медіана — 34 205), а середній дохід на одну сім'ю — 61 583 долари (медіана — 36 591). За межею бідності перебувало 34,9 % осіб, у тому числі 38,2 % дітей у віці до 18 років та 70,4 % осіб у віці 65 років та старших.
Цивільне працевлаштоване населення становило 187 осіб. Основні галузі зайнятості: роздрібна торгівля — 32,1 %, мистецтво, розваги та відпочинок — 17,1 %, сільське господарство, лісництво, риболовля — 10,7 %, освіта, охорона здоров'я та соціальна допомога — 9,1 %.